# Découpage des circonscriptions législatives françaises de 1820

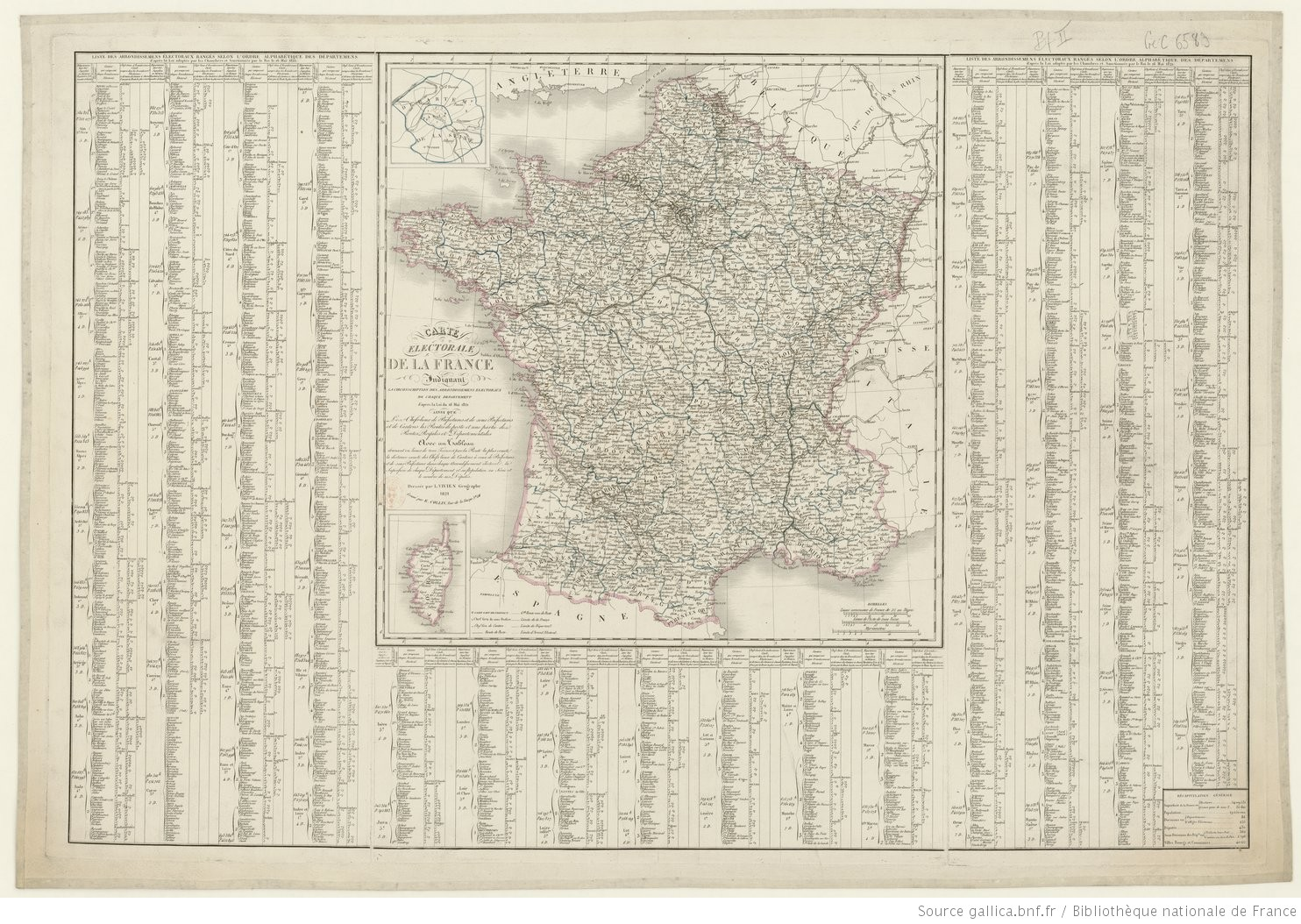
Découpage électoral de la France en 1820 (source : voir section Bibliographie).

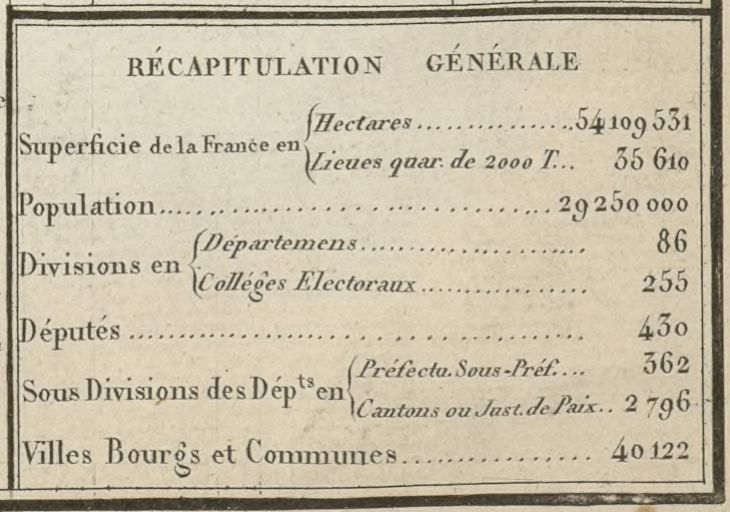
« Récapitulation générale » (détail de la carte).

Le découpage des circonscriptions législatives françaises de 1820 est le premier découpage électoral européen qui n'ait pas été basé sur les circonscriptions administratives existantes et le premier découpage de la France en circonscriptions législatives. Il a été utilisé pour les élections législatives de 1820, 1824, 1827 et 1830.

## Description
Prévu par la loi du double vote de juin 1820, il concerne 247 députés élus au scrutin uninominal censitaire, lesquels coexistent avec 183 députés élus au scrutin plurinominal départemental par un nombre plus faible de citoyens, lesquels votent également au scrutin de circonscription—une mixité de système inédite qui ne se reproduit pas ensuite. Une grande partie de ces circonscriptions correspondent cependant aux arrondissements, qui ont déjà été utilisés pour les élections de mai 1815, durant les Cent-Jours.
Ces circonscriptions ont été redécoupées en 1831, en vertu de la charte constitutionnelle du 14 août 1830, qui supprime complètement le collège départemental.